# 视觉与眼科研究协会
视觉与眼科研究协会（英语：Association for Research in Vision and Ophthalmology）是美国的一个学术团体，致力于眼科和其他视觉相关主题的研究。其总部位于马里兰州罗克维尔。

## 概述
该协会于1928年在华盛顿特区成立，当时名为眼科研究协会。1970年5月，该协会更名为现在的名称，以反映其更广的研究范围。该组织为国际学术组织，截至2019年，该协会拥有来自75个不同国家的近12,000名会员。

## 出版物
该协会有三本学术期刊:《眼科与视觉科学研究》、《视觉杂志》和《转化视觉科学与技术》。

## 往届年会
ARVO每年都会举办年会，年会地点在美国境内。人们来这里交流视觉和眼科领域的新发现和新技术。此年会是收费的。

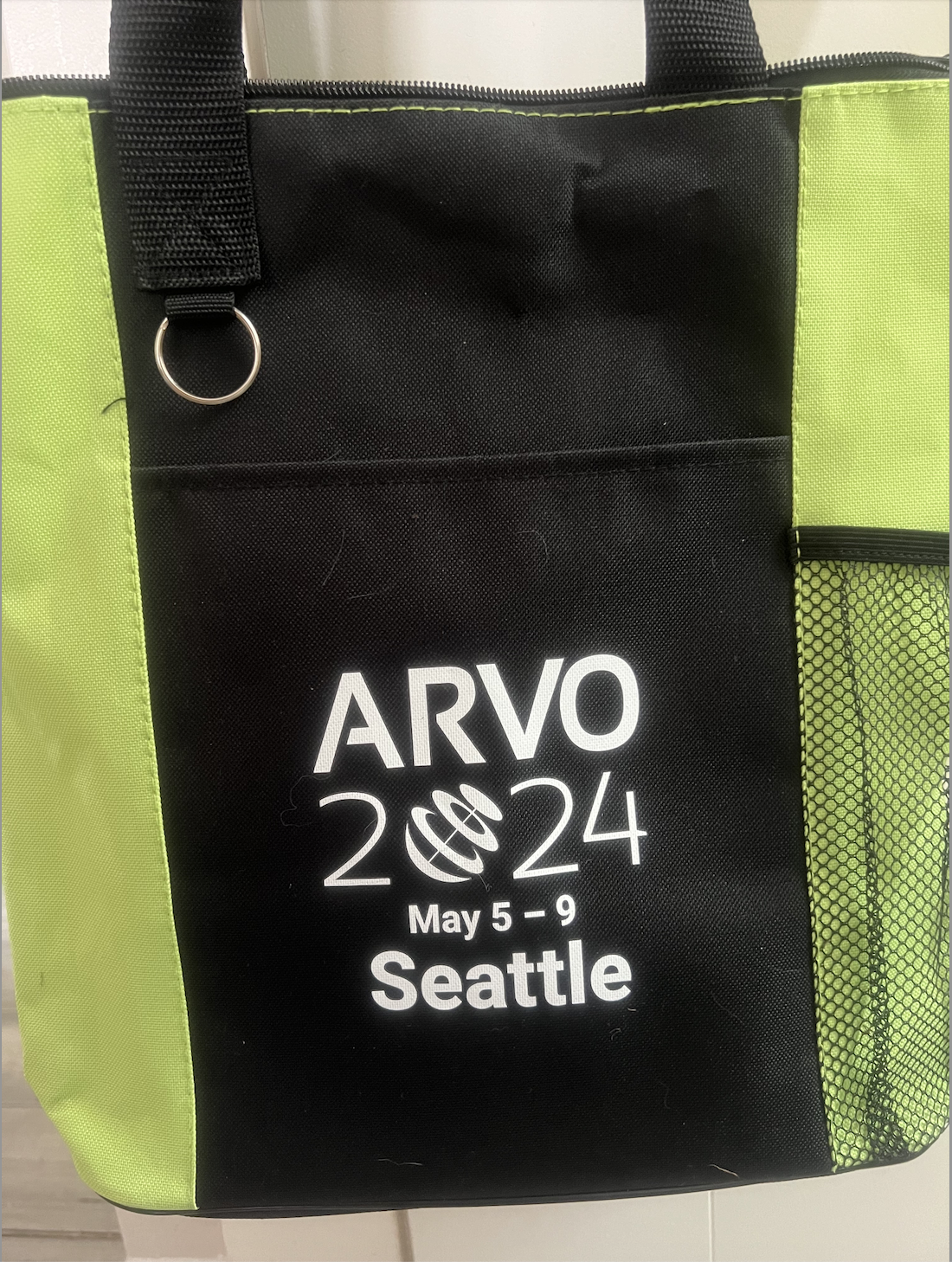
ARVO2024年会赠送的袋子
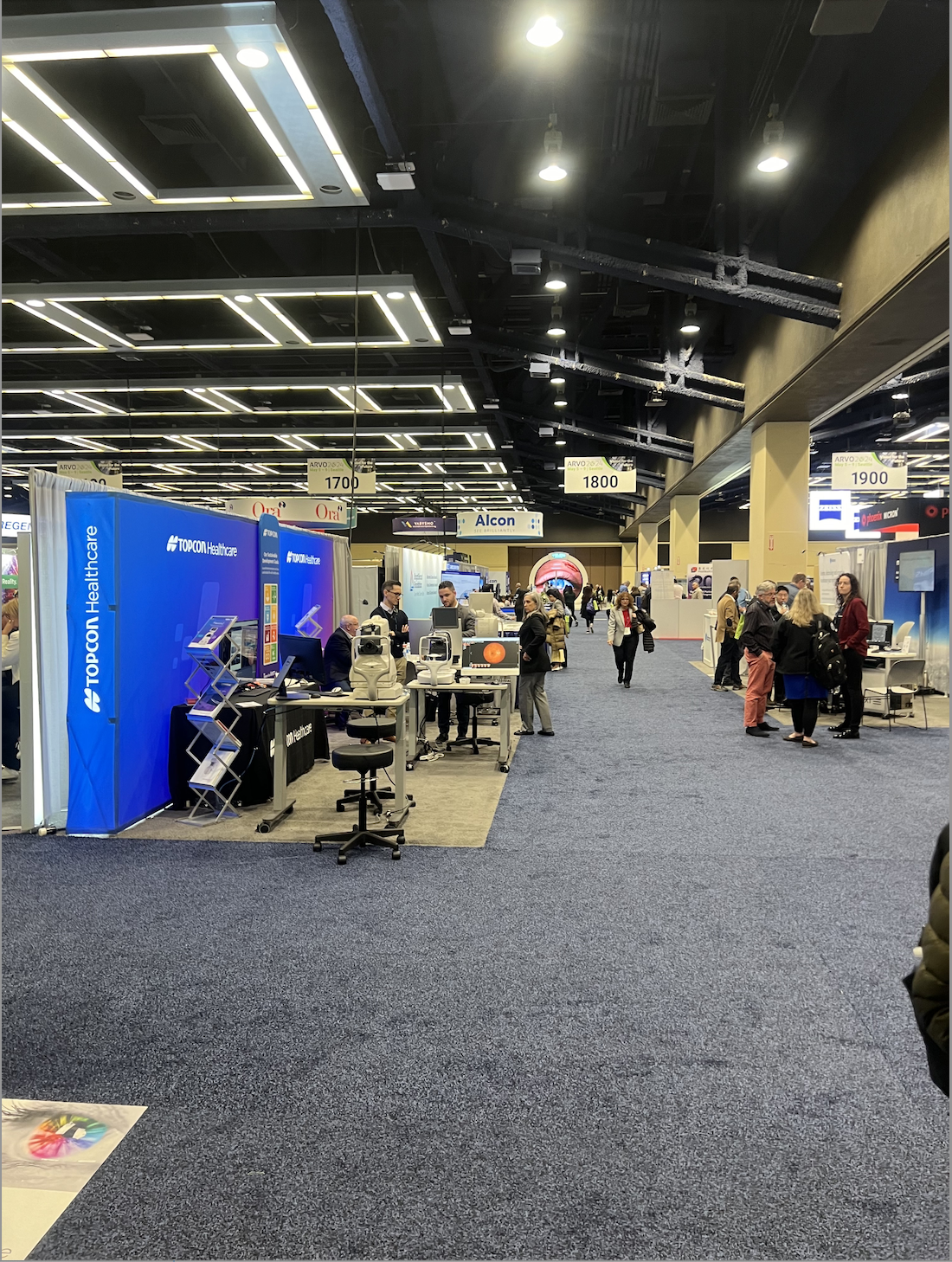
ARVO2024年会展览内部
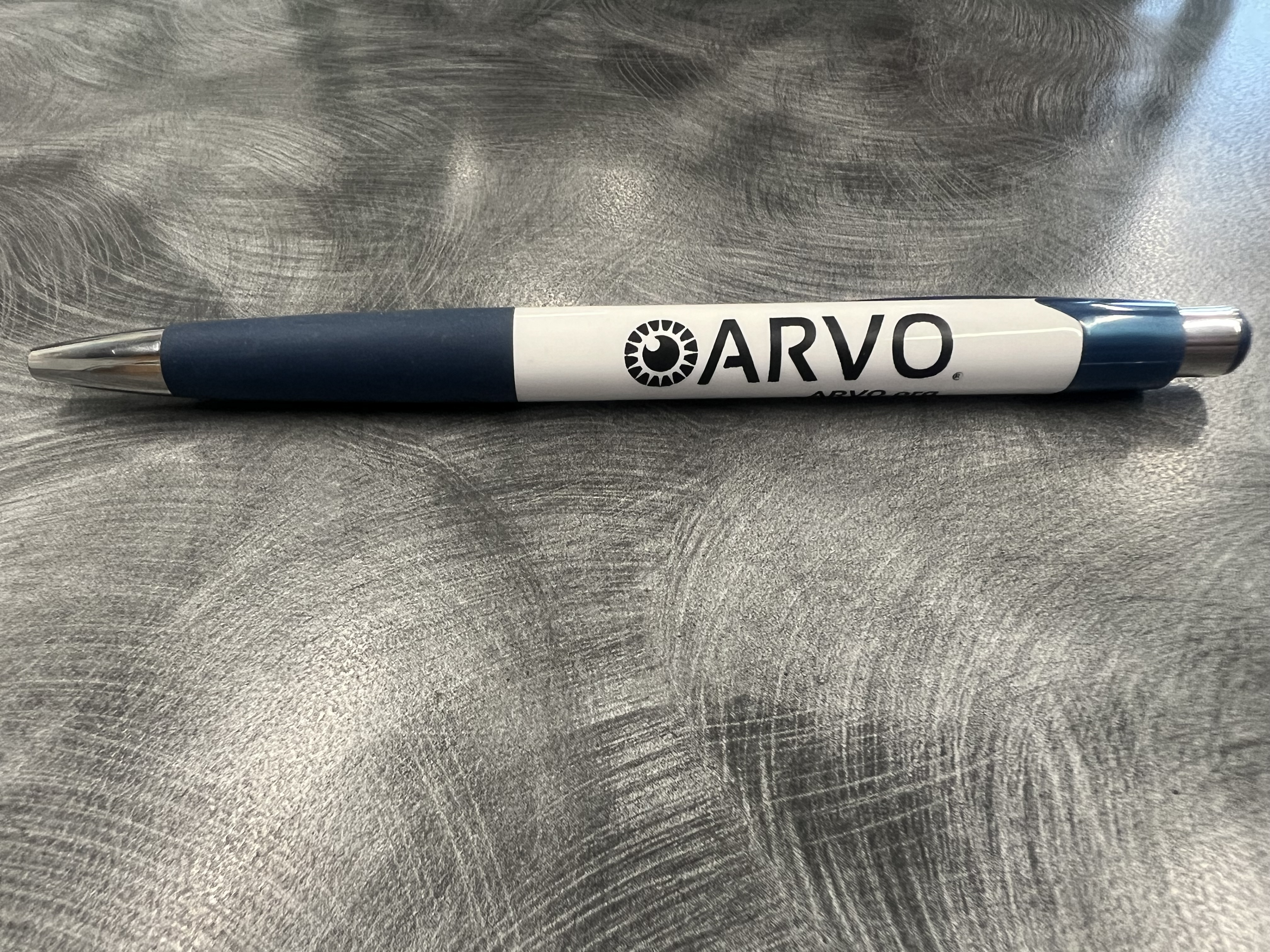
带有ARVO的圆珠笔